# Arapuã
Arapuã es un municipio brasileño del estado de Paraná.
Creado a través de la Ley Estatal nº 11.219, de 8 de diciembre de 1995, cuando fue separado de Ivaiporã.
Posee un área es de 218,040 km² representando 0,1098 % del estado, 0,0388 % de la región y 0,0026 % de todo el territorio brasilero. Se localiza a una latitud 24°18'57" sur y a una longitud 51°47'13" oeste, estando a una altitud de 690 metros. Su población estimada en 2005 era de 3.619 habitantes.
Datos del Censo - 2000
Población Total: 4.172
- Urbana: 1.209
- Rural: 2.963
- Hombres: 1.521
- Mujeres: 1.362

Índice de Desarrollo Humano (IDH-M): 0,687
- IDH-M Salario: 0,573
- IDH-M Longevidad: 0,691
- IDH-M Educación: 0,798